# Эрентруда Зальцбургская
Эрентруда  (лат. Erintrudis, нем. Erentrud, Ehrentrudis, Erentraud, Ehrentraud; ок. 650, Вормс, Германия — 30 июня 718, Зальцбург, Австрия) — святая Римско-Католической церкви, монахиня, первая настоятельница зальцбургского женского бенедиктинского Ноннбергского аббатства, которое в 714 году основал её брат святой Руперт.
День памяти в Католической церкви — 30 июня.
5 апреля 2006 года в Австрии были выпущены серебряная и золотая памятные монеты, посвящённые Ноннбергскому аббатству, на которых изображена святая Эрентруда.